# Nitocrellopsis elegans
Nitocrellopsis elegans är en kräftdjursart som först beskrevs av Claude Chappuis och Janine Rouch 1959.  Nitocrellopsis elegans ingår i släktet Nitocrellopsis och familjen Ameiridae. Inga underarter finns listade i Catalogue of Life.